# Ватнайёкюдль
Ва́тнайёкюдль (устар. Ватнайёкудль, Ватна-Йокуль, Ватна-Йёкудль; исл. Vatnajökull, в пер. — «ледник, дающий воду») — крупнейший ледник (ледяная шапка) на острове Исландия. Располагается в юго-восточной части острова и, по состоянию на 2017 год, занимает 7700 км². По объёму Ватнайёкюдль является наибольшим в Европе, а по территории — третьим (после ледника Северного острова и ледника Остфонна).

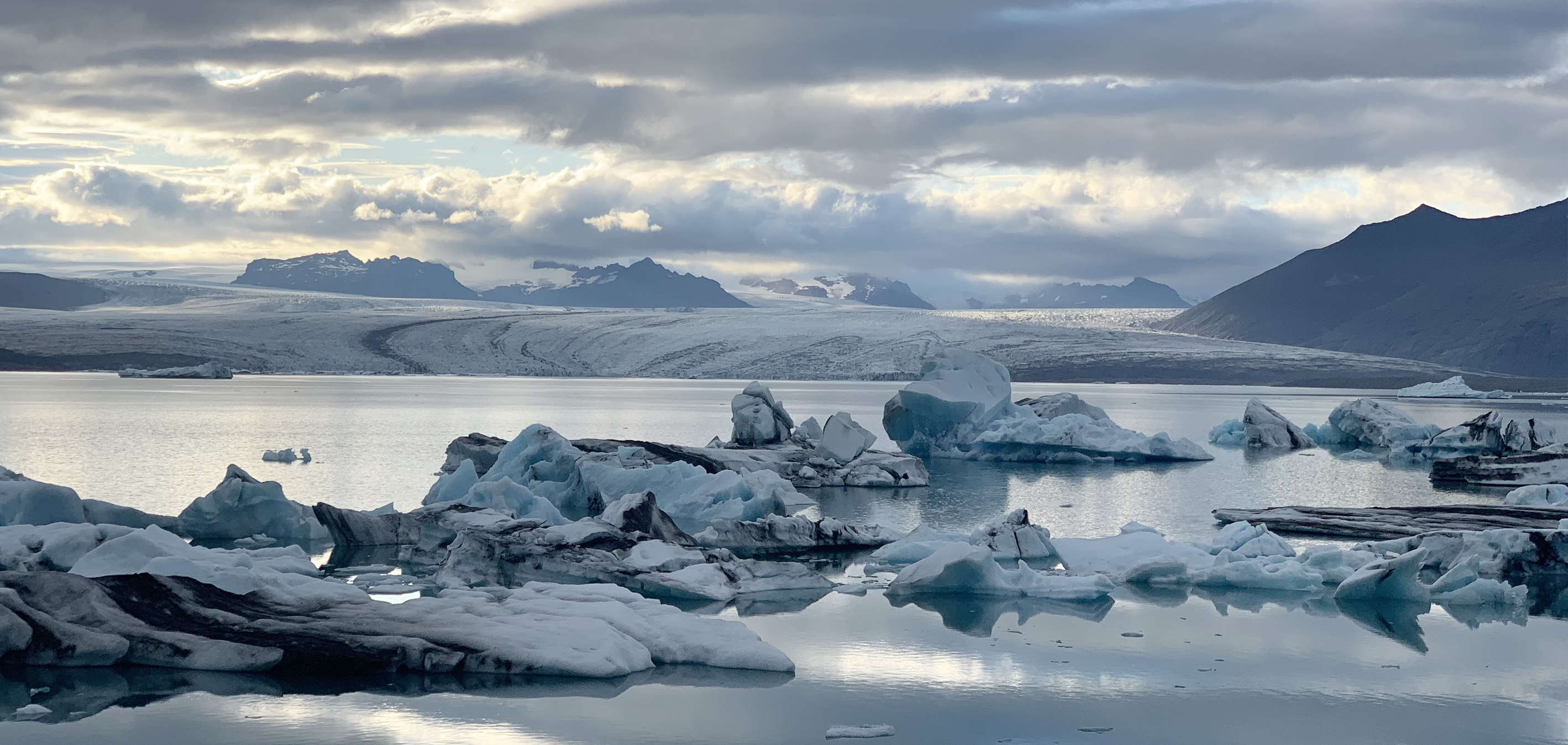
Ледяная лагуна Йёкюльсаурлоун у подножия ледника Ватнайёкюдль, 2023

Средняя мощность льда 420 м, максимальная — 1000 м. Высочайшая точка Исландии, пик Хваннадальсхнукюр (2119 м), расположена на южной окраине Ватнайёкюдля, около национального парка Скафтафедль. Под ледником, как под многими ледниками Исландии, находится несколько вулканов: Тоурдархидна, Гримсвётн, Баурдарбунга, Эрайвайёкюдль и другие.
Вулканические озера, Гримсвётн например, были источниками крупных ледниковых наводнений в 1996 году. Вулкан под этими озёрами тоже повлёк значительное, но кратковременное извержение в ноябре 2004 году. В течение нескольких последних лет Ватнайёкюдль постепенно уменьшается, возможно из-за климатических изменений и недавней вулканической активности.
Ледник питает несколько ледниковых озёр, в том числе Йёкюльсаурлоун и Грайналоун.

## Галерея

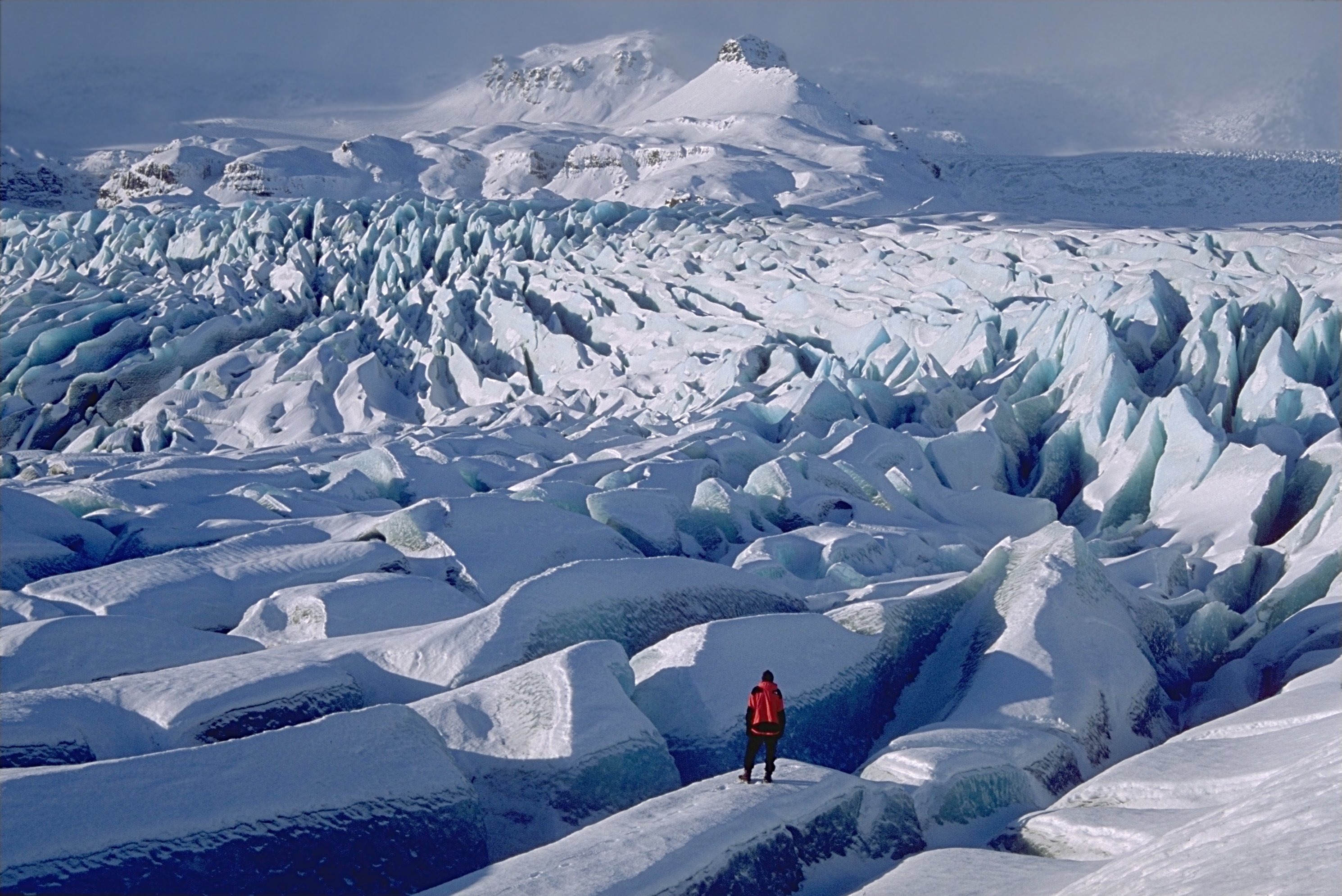
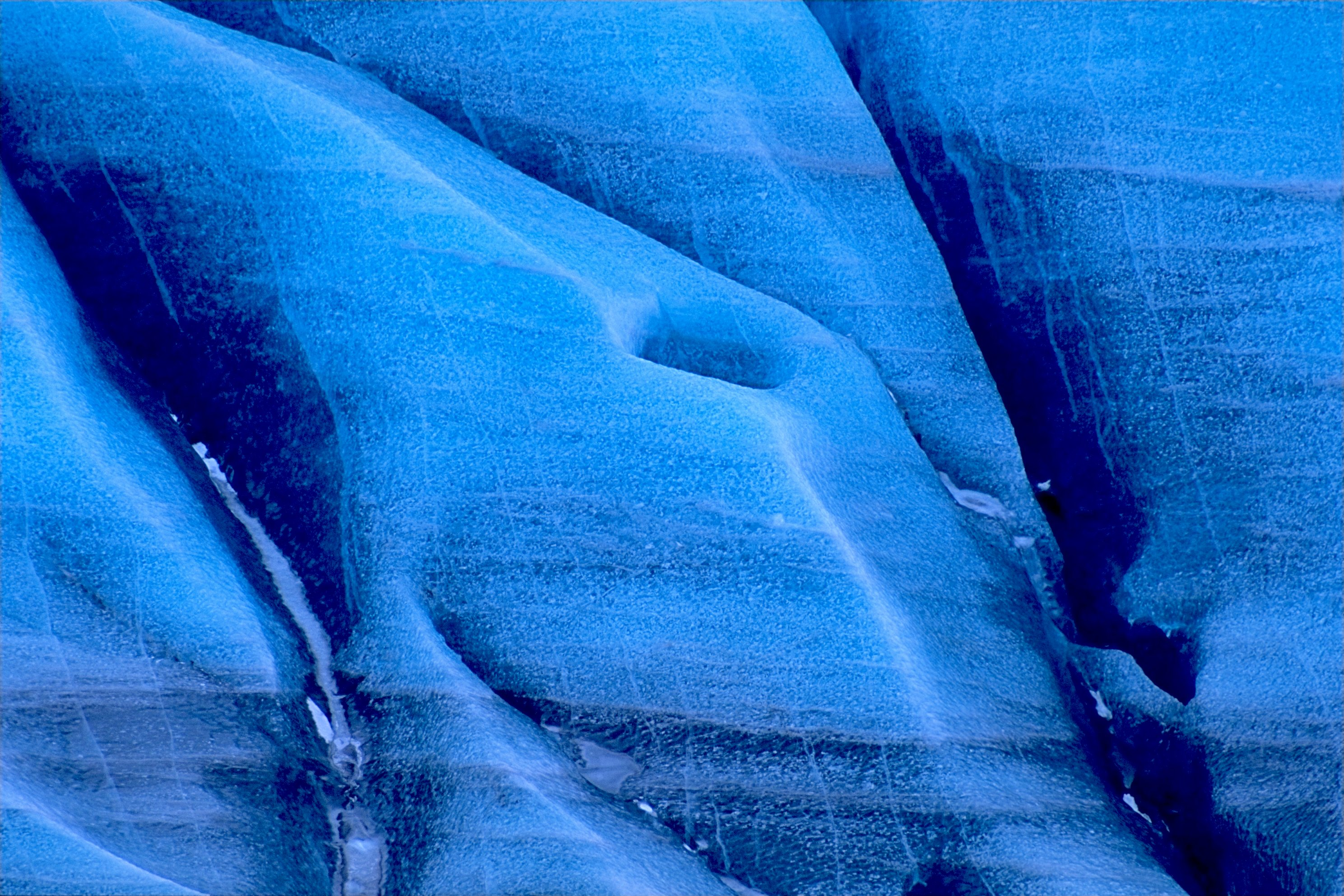
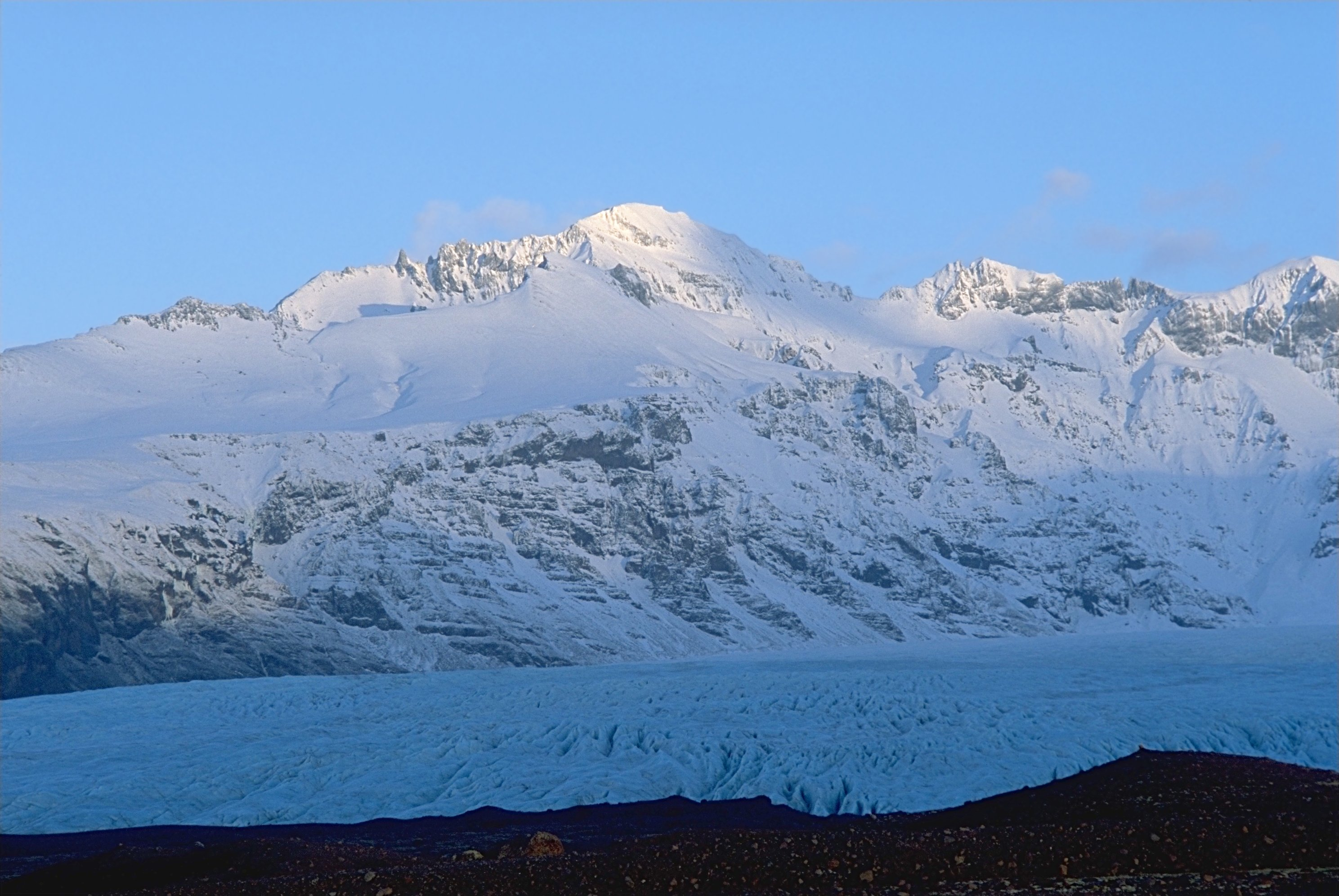
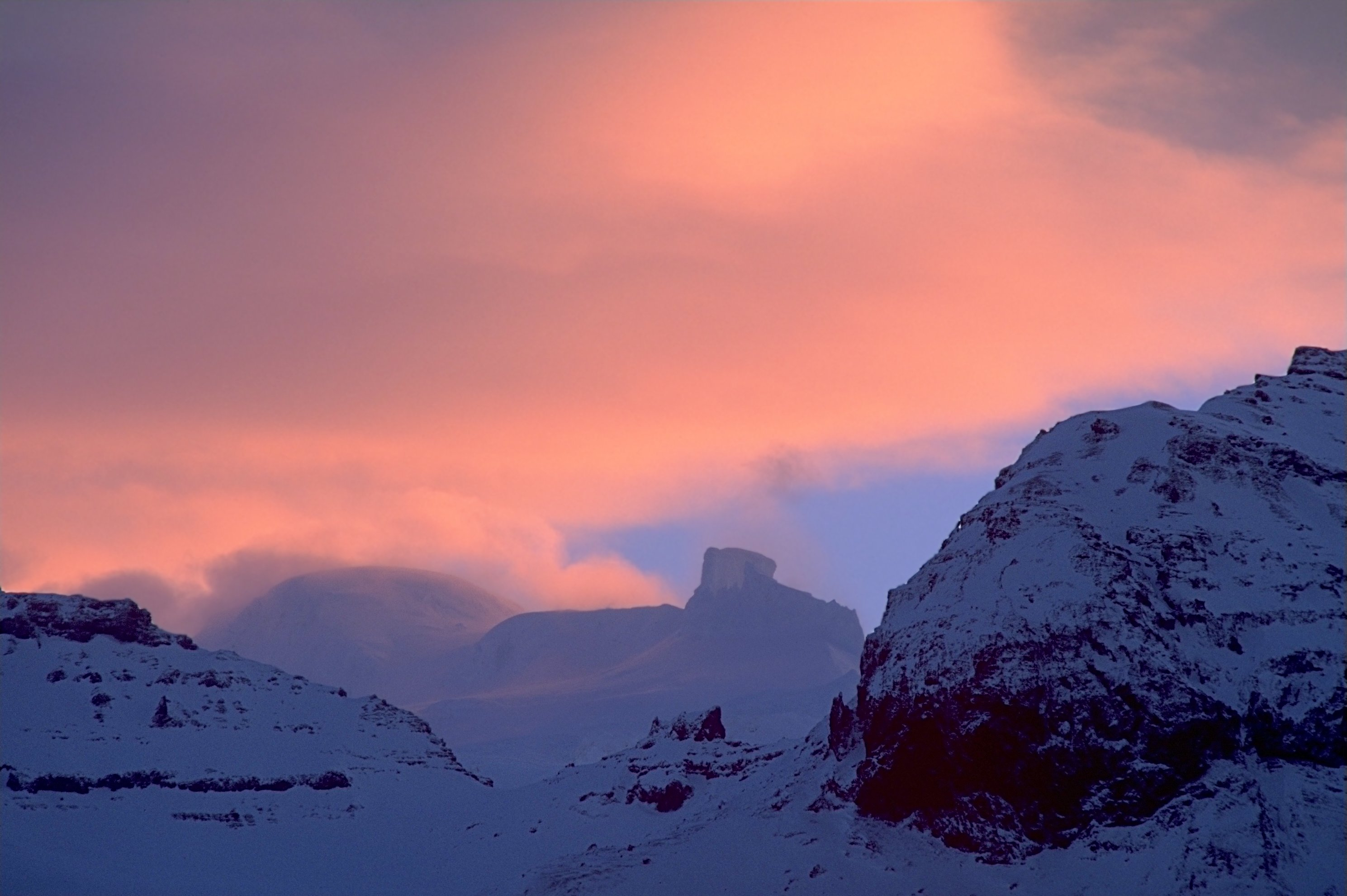
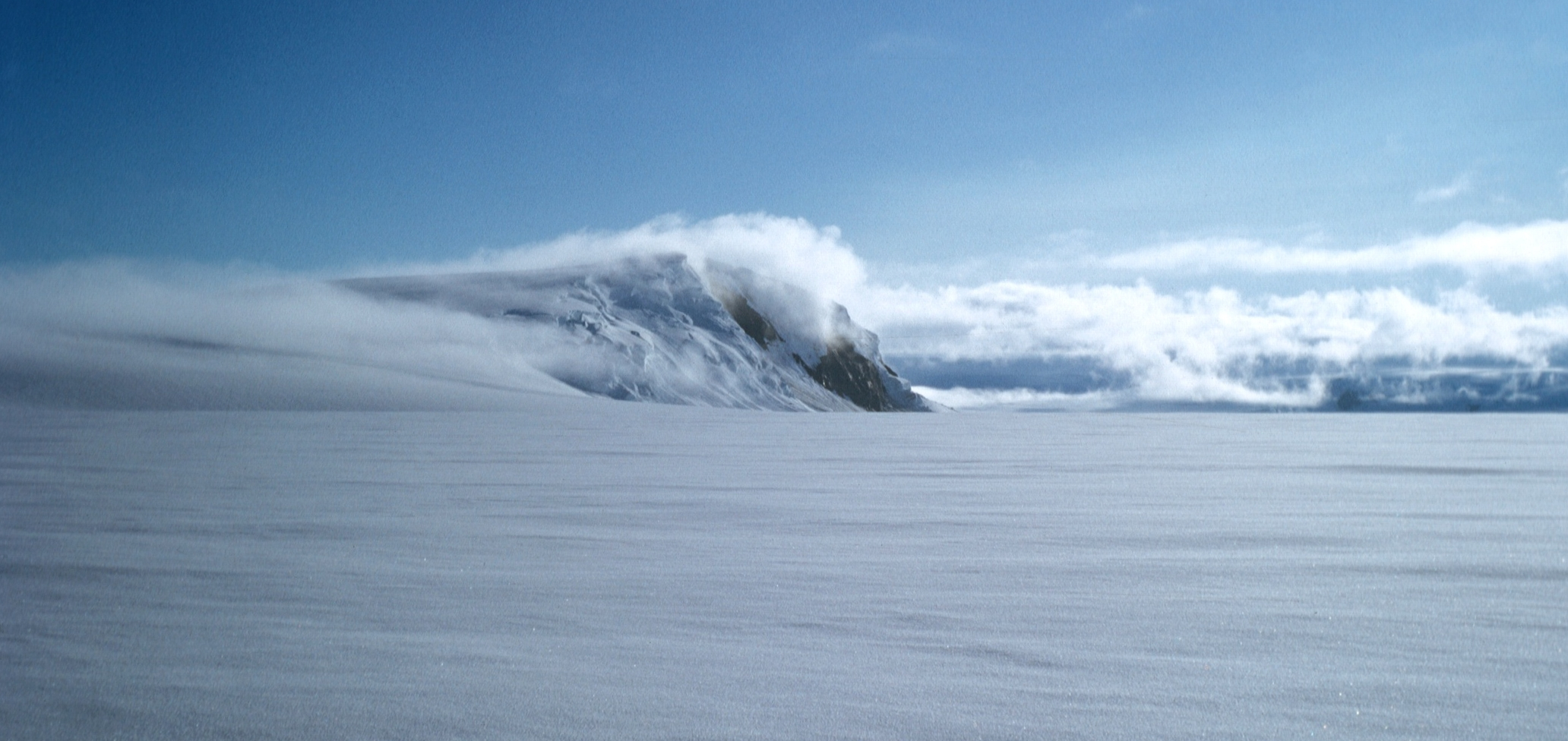
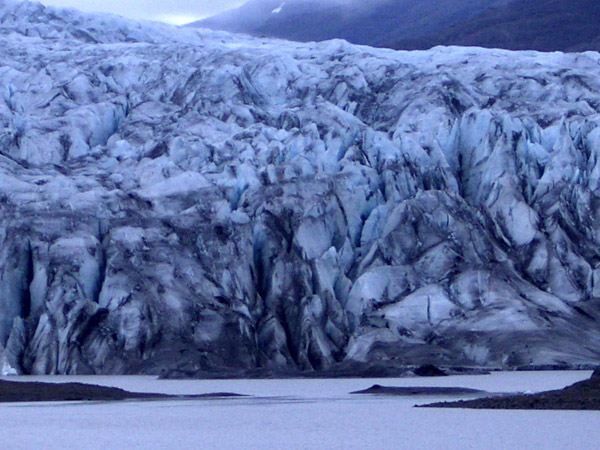
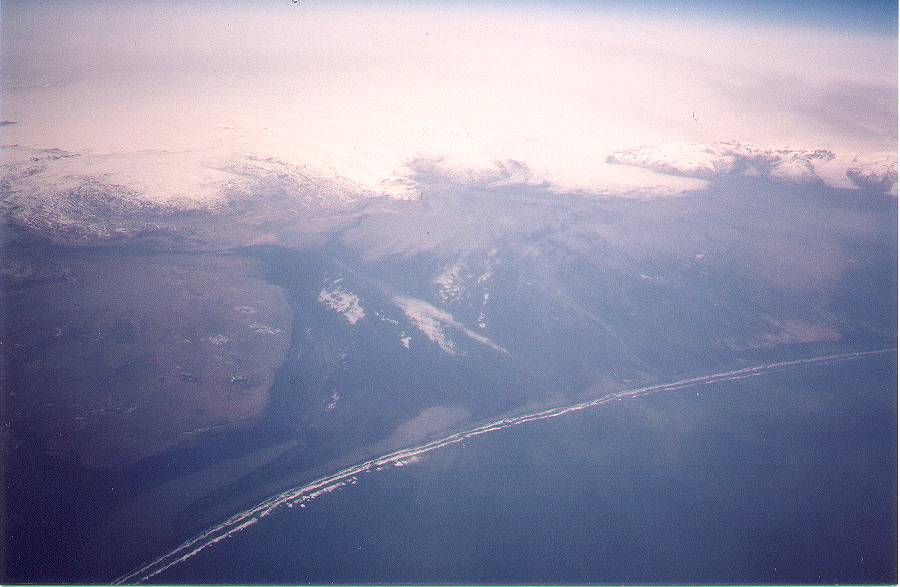